# ورق الزنك (ورق تصوير ضوئي)
وَرَق الزِّنك (بالإِنجِلِيزِيّة: ZINK Photo Paper) هُو وَرَق تَصوِير ضوئي يتَضمّن مواد مركّبة من عُنصُر الزِّنك. وتحتوِي الورقَة الواحِدَة مِن وَرَق الزِّنك المُخصَّصة لِلتَّصوِير الفُوتُوغرافِيِّ على عِدّة طبقات؛ مُتضمِّنةٍ بلورات عدِيمة اللَّون مِن الأَصباغ، مع طَبقة رَقِيقة مِن البُولِيمر لِحِمَايَةِ الطَّبقة الخارِجِيَّة لِلصُّورة. وتُستخدِم طابِعَة الزِّنك الحرارة لِلتَّحكُّمِ فِي إِظهار الأَلوان على وَرَق الزِّنك، فِي عملِيَّة إِنتاج صُوّر تُمثلُ المَنظرِ، دُون الحاجة لِحبر الطّابِعة التَّقلِيدِيَّ.

## انظُر أيضاً
- تاريخ الورق.
- تلون حراري.
- تاريخ التصوير الفوتوغرافي.